# Reakcja połówkowa
Reakcja połówkowa – element formy zapisu reakcji redoks w konwencji jonowej. Reakcje połówkowe nie są rzeczywistymi reakcjami elementarnymi, zachodzącymi w ramach mechanizmu przebiegu reakcji redoks, lecz tylko wygodnym sposobem ich bilansowania. Dla odróżnienia zapisów reakcji połówkowych od reakcji rzeczywistych stosuje się w nich znak "=" zamiast znaku "→".
Używanie zapisu z zastosowaniem równań reakcji połówkowych jest szczególnie wygodne, gdy trudno jest określić rzeczywisty stopień utlenienia pierwiastków występujących w produktach lub substratach. Zapis z udziałem reakcji połówkowych przedstawia bilans elektronów całej reakcji redoks z pominięciem jej rzeczywistych etapów pośrednich. Zapis ten jest również wykorzystywany przy obliczeniach potencjałów elektrycznych reakcji redoks.
Reakcje połówkowe tworzy się poprzez sztuczne rozdzielenie aktu redukcji od aktu utlenienia, które w rzeczywistości zachodzą wspólnie.
Przykład:
Równanie sumaryczne reakcji redoks:
2MnO4- + 5C2O42- + 16H+ → 2Mn2+ + 10CO2 + 8H2O
reakcja połówkowa redukcji:
MnO4- + 8H+ + 5e- = Mn2+ + 4H2O
reakcja połówkowa utleniania
C2O42- = 2CO2 + 2e-